# Saint John (Grenada)
Saint John is een van de zes parishes van Grenada. De hoofdstad is Gouyave.

## Overzicht
Saint John bestaat uit de hoofdstad Gouyave, en de dorpen Concord, Marigot, Grand Roy, Palmiste, Maran, Mt Nesbit, Loretto, Brothers, en Union.
Saint John werd in de jaren 1660 door Frankrijk gekoloniseerd en had de naam Paroisse de l’Ance Gouyave. Er werden voornamelijk koffie- en cacaoplantages gesticht. In Dougladston Estate bevindt zich een nootmuskaatfabriek die ook te bezichtigen is.

## Galerij

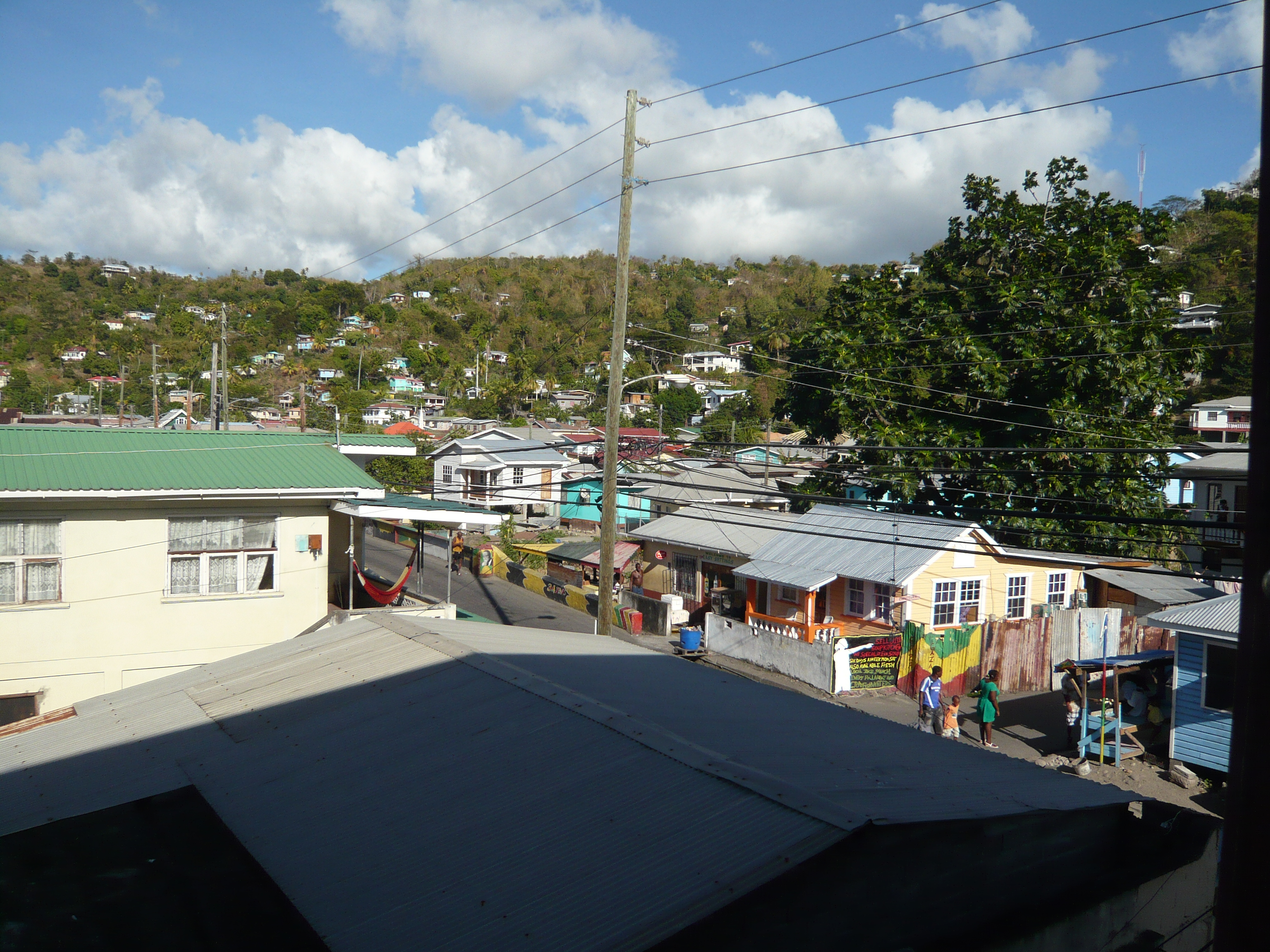
Gouyave
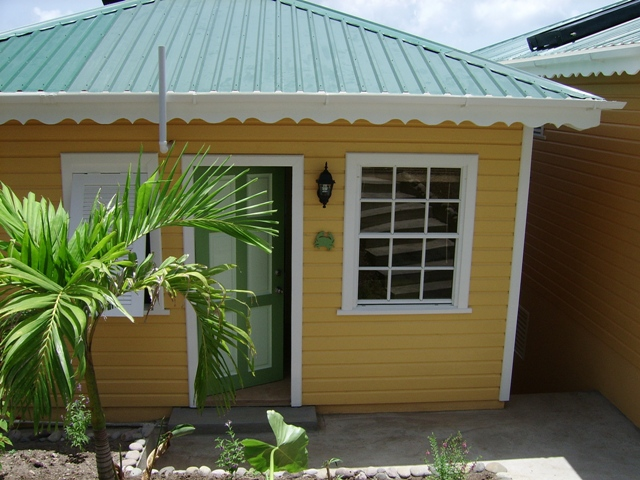
Vakantiehuisje in Mango Bay
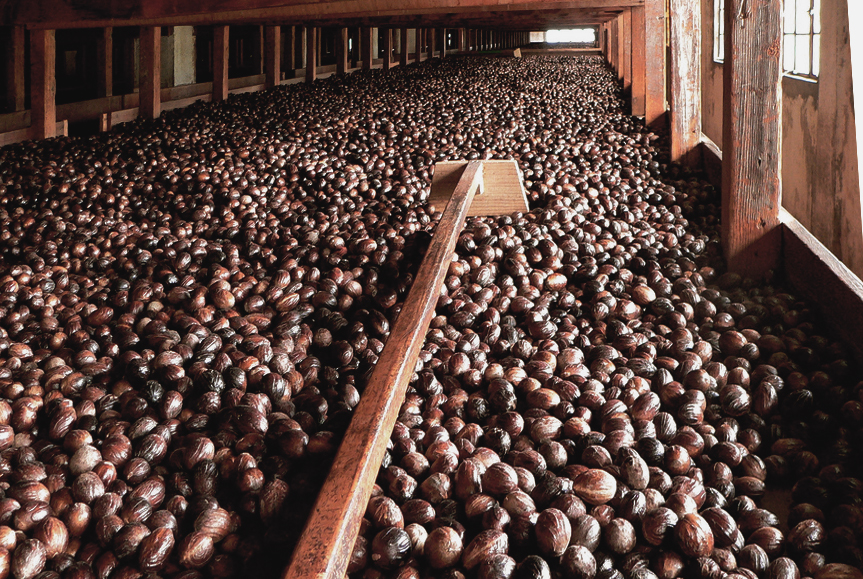
Nootmuskaat